# Liste der Schiffe der United States Navy/E

## E-Ei
- USS E-1 (SS-24)
- USS E-2 (SS-25)
- USS E. A. Poe ()
- USS E. B. Hale ()
- USS E. Benson Dennis ()
- USS Eager (AM-224)
- USS Eagle (1798, 1812, 1814, 1898, AM-132)
- USS Eaglet ()
- USS Eagre ()
- USS Earheart (APD-113)
- USS Earl K. Olsen (DE-765)
- USS Earl V. Johnson (DE-702)
- USS Earle (DD-635/DMS-42)
- USS Earle B. Hall (DE-597/APD-107)
- USS Earnest ()
- USS East Boston ()
- USS East Hampton ()
- USS Eastern Chief (SP-3390)
- USS Eastern Light (SP-3538)
- USS Eastern Queen (SP-3406)
- USS Eastern Shore (SP-3500)
- USS Easterner (SP-3331)
- USS Eastland ()
- USS Eastport (ID-3342)
- USS Eastwind (IX-234)
- USS Eaton (DD-510)
- USS Eberle (DD-430)
- USS Ebert (DE-74, DE-768)
- USS Ebony (AN-15)
- USS Echo ()
- USS Echols ()
- USS Eclipse ()
- USS Edamena II ()
- USS Eddelyn ()
- USS Edenshaw ()
- USS Edenton (AK-3696, SP-3696, PC-1077, ATS-1)
- USS Edgar F. Coney ()
- USS Edgar F. Luckenbach (SP-4697)
- USS Edgar G. Chase (DE-16)
- USS Edgecombe (SP-3894, )
- USS Edison (DD-439)
- USS Edisto (AVG-41/ACV-41/CVE-41)
- USS Edith (SP-3469, )
- USS Edith M. III (SP-196)
- USS Edithena (SP-624)
- USS Edithia (SP-214/YP-214)
- USS Edmonds (DE-406)
- USS Edorea ()
- USS Edsall (DD-219, DE-129)
- USS Edson (DD-946)
- USS Edward C. Daly (DE-17)
- USS Edward H. Allen (DE-531)
- USS Edward J. McKeever Jr. ()
- USS Edward L. Dohney III (SP-3835)
- USS Edward Luckenbach (Id.No. 1662)
- USS Edward McDonnell (FF-1043)
- USS Edward Rutledge (AP-52)
- USS Edwards (DD-265, DD-619)
- USS Edwin A. Howard (DE-346)
- USS Edwin L. Pilsbury ()
- USS Eel (SS-354)
- USS Efco ()
- USS Effective (AM-92/PC-1596, AGOS-21)
- USS Effingham (1777, APA-165)
- USS Egeria (ARL-8)
- USS Egret (AMc-24, )
- USS Eichenberger (DE-202)
- USS Eider ()
- USS Eisele (DE-34, DE-75)
- USS Eisner (DE-269, DE-192)

## Ek-En
- USS Ekins (DE-87)
- USS El Cano (IX-79)
- USS El Capitan (SP-1407)
- USS El Occidente (ID-3307)
- USS El Oriente (SP-4504)
- USS El Paso (PF-41, LKA-117)
- USS El Sol (SP-4505)
- USS Elba (AKL-3, AG-132)
- USS Elcano (PG-38)
- USS Elcasco (ID-3661)
- USS Elden (DE-264)
- USS Elder (AN-20)
- USS Eldorado (LCC-11)
- USS Eldridge (DE-173)
- USS Eleanor ()
- USS Electra ( , AK-21)
- USS Electron (AKS-27, AG-146)
- USS Elf ()
- USS Elfin ( , )
- USS Elfrida ()
- USS Elinor (SP-2465)
- USNS Elisha Kent Kane (AGS-27)
- USS Elithro II ()
- USS Eliza Hayward (SP-1414)
- USS Elizabeth (SP-972, SP-1092)
- USS Elizabeth C. Stanton (AP-69)
- USS Elizabeth M. Froelich ()
- USS Elk ( , )
- USS Elkhart ()
- USS Elkhorn (AOG-7)
- USS Ella ( , , )
- USS Ellen (SP-284, SP-1209)
- USS Ellen Browning ()
- USS Ellet (DD-398)
- USS Ellington ()
- USS Elliot (DD-146, DD-967)
- USS Ellis (1862, DD-154/AG-115)
- USS Ellyson (DD-454)
- USS Elmasada ()
- USS Elmer Montgomery (FF-1082)
- USS Elmore (AP-87)
- USS Elokomin (AO-55)
- USS Elrod (FFG-55)
- USS Elsie III (SP-708)
- USS Eltanin (AGOR-8, AK-270)
- USS Elusive (AM-225)
- USS Ely ()
- USS Embattle (AM-226, MSO-434)
- USS Embroil (AM-227)
- USS Emeline ()
- USS Emerald (1864, 1917, PYc-1)
- USS Emery (DE-28)
- USS Emily B ()
- USS Emma ( , )
- USS Emma Kate Ross ()
- USS Emmigrant ()
- USS Emmons (DD-457)
- USS Emory S. Land (AS-39)
- SS Empire State (AP-1001)
- USS Emporia (PF-28)
- USS Empress (SP-569)
- USS Enaj ()
- USS Enceladus (AK-80)
- USS Endicott (DD-495)
- USS Endion ()
- USS Endurance (AMc-77, ARDM-3, MSO-435)
- USS Endymion (ARL-9)
- USS Energy (AMc-78, MSO-436)
- USS Engage (PC-1597/AM-93, MSO-433)
- USS Engineer ( , )
- USS England (DE-635, CG-22)
- USS English (DD-696)
- USS Engstrom (DE-50)
- USS Enhance (AM-228, MSO-437)
- USS Eniwetok (CVE-125)
- USS Enoree (AO-69)
- USS Enquirer ()
- USS Enright (DE-216/APD-66)
- USS Ensenore ()
- USS Ensign ()
- USS Entemedor (SS-340)
- USS Enterprise (1775, 1776, 1799, 1831, 1874, AK-5059, CV-6, CVN-65)

## Eo-Ex
- USS Eolus ()
- USS Epanow ()
- USS Epervier (1814)
- USS Epperson (DD-719)
- USS Epping Forest (APM-4, MCS-7)
- USS Epsilon ()
- USS Equality State (ACS-8)
- USS Equity (AM-229)
- USS Erben (DD-631)
- USS Ericsson (TB-2, DD-56, DD-440)
- USS Eridanus (AK-92)
- USS Erie (1813, PG-50)
- USS Ernest G. Small (DDR-838)
- USS Errol (AKL-4, AG-133)
- USS Escalante (AO-70)
- USS Escambia (AO-80)
- USCGC Escanaba ()
- USS Escape (ARS-6)
- USS Escatawpa (AOG-27)
- USS Escolar (SS-294)
- USS Espada (SS-355)
- USS Esselen ()
- USS Essex (1799, 1856, 1876, CV-9, LHD-2)
- USS Essex Junior ()
- USS Essington (DE-67)
- USS Esteem (AM-230, MSO-438)
- USS Estella (SP-537)
- USS Estero (AKL-5, AG-134, )
- USS Estes (LCC-12)
- USS Estocin (FFG-15)
- USS Estrella ()
- USS Etamin (AK-93)
- USS Etawina ()
- USS Eten ()
- USS Ethan Allen (1861, SSBN-608)
- USS Etlah (1864, AN-79)
- USS Etna ( , , )
- USS Etta M. Burns ()
- USS Eucalyptus (AN-16)
- USS Eugene (PF-40)
- USS Eugene A. Greene (DD-711)
- USS Eugene E. Elmore (DE-686)
- USS Eugene F. Price (SP-839)
- USS Eugenie ()
- USS Euhaw ()
- USS Eunice (PCE-846)
- USS Euphemia ()
- USS Eurana (SP-1594)
- USS Eureka (PC-488/IX-221, )
- USS Europa (AK-81, AP-177)
- USS Euryale (AS-22)
- USS Eutaw ()
- USS Evans (DD-78, DD-552, DE-1023)
- USS Evansville (PF-70, )
- USS Evarts (DE-5)
- USS Evea ()
- USS Evelyn (ID-2228/AK-100)
- USS Event (AM-231)
- USS Everett (PF-8)
- USS Everett F. Larson (DD-830)
- USS Everglades (AD-24)
- USS Eversole (DE-404, DD-789)
- USS Excel (PC-1598/AM-94, MSO-439)
- USS Exchange ()
- USS Execute (AM-232)
- USS Experiment (1799, 1832)
- USS Exploit (PC-1599/AM-95, MSO-440)
- USS Explorer ()
- USS Express No. 4 ()
- USS Extractor (ARS-15)
- USS Extricate (ARS-16)
- USS Exultant (AMc-79, MSO-441)